# Hospital Hadassah Ein Kerem
Hospital Hadassah Ein Kerem (בית חולים הדסה עין כרם or בית החולים הדסה עין כרם) é um hospital universitário localizado em Ein Kerem, subúrbio de Jerusalém, Israel. O hospital foi fundado pela Hadassah, Organização das Mulheres Sionistas da América, depois que o hospital Hadassah original em Jerusalém tornou-se um encrave do território jordaniano, depois do massacre do comboio médico de Hadassah em 1948.
Aberto em 1961, hoje o hospital dispõe de 700 leitos. Ele é formado por 130 departamentos e clínicas e 22 diferentes edifícios.
O hospital é parte do centro médico Hadassah, que também inclui a escola de medicina da Universidade Hebraica de Jerusalém, escola de odontologia, escola de enfermagem e escola de farmácia. Atualmente é considerado o maior e mais moderno hospital de Jerusalém.